# 北宋广南西路帅臣列表
北宋广南西路帅臣，指广南西路安抚司的长官，或称安抚使，或称经略安抚使。

## 历任经略安抚使

### 宋太宗朝
- 符嗣（976年—977年）
- 张颂（978年）
- 刘守钧（983年）
- 辛庆余（987年）
- 程昌裔（989年）
- 柳开（990年）
- 魏廷式（995年）
- 宋覃（996年）
- 马诰

### 宋真宗朝
- 王顺（1000年）
- 李昭业（1004年）
- 侍其曙（1010年）
- 高慎微（1012年）
- 王专（1014年—1015年）
- 曹克明（1016年—1019年）

### 宋仁宗朝
- 田绍忠（1022年）
- 田丙（1027年）
- 于大城（1036年—1037年）
- 冯伸己（1038年—1039年）
- 任昊（1040年—1042年）
- 周揆（1043年—1045年）
- 陈珙（1048年—1049年）
- 陈曙（1049年—1051年、1052年）
- 余靖（1052年、1054年—1057年）
- 张子宪（1057年）
- 萧固（1057年—1060年）
- 吴及（1060年—1061年）
- 潘夙

### 宋英宗朝
- 陆诜（1064年—1066年）
- 张田（1066年—1067年）
- 潘夙

### 宋神宗朝
- 张田（1067年—1068年）
- 潘夙（1068年—1070年）
- 萧注（1071年—1073年）
- 沈起（1073年—1074年）
- 刘彝（1074年—1075年）
- 石鉴（1075年）
- 孙桷（1076年）
- 石鉴（1077年）
- 赵卨（1077年—1078年）
- 曾布（1078年—1080年）
- 张颉（1080年—1082年）
- 熊本（1082年—1084年）
- 苗时中（1084年—1085年）

### 宋哲宗朝
- 苗时中（1085年—1089年）
- 孙览（1089年—1093年）
- 谢麟（1093年—1094年）
- 胡宗回（1094年—1098年）
- 程节（1098年—1100年）

### 宋徽宗朝
- 程节（1100年—1103年）
- 王祖道（1104年—1107年）
- 张庄（1107年）
- 席政（1108年）
- 关沅
- 张庄（1110年）
- 程邻（1110年—1112年）
- 王觉（1112年）
- 程邻（1113年—1115年）
- 周穜（1115年、1117年）
- 王觉（1100年—1103年）
- 钟佃（1116年）
- 张谔
- 黄驎（1117年）
- 毛衍（1118年）
- 邓根（1119年）
- 刘镃（1120年—1121年）
- 蔡怿（1123年—1124年）

### 宋钦宗朝
- 周因（1125年—1126年）